# منتخب بورتوريكو لكرة السلة للسيدات
منتخب بورتوريكو الوطني لكرة السلة للسيدات (بالإنجليزية: Puerto Rico women's national basketball team)‏ هو ممثل بورتوريكو الرسمي في المنافسات الدولية في كرة السلة للسيدات.